# Tereticus pubicollis
Tereticus pubicollis là một loài bọ cánh cứng trong họ Cerambycidae.